# Смешанная парная сборная Турции по кёрлингу на колясках
Смешанная парная сборная Турции по кёрлингу на колясках — смешанная национальная сборная команда (составленная из одного мужчины и одной женщины), представляет Турцию на международных соревнованиях по кёрлингу на колясках. Управляющей организацией выступает Федерация видов спорта на льду Турции (тур. Türkiye Buz Pateni Federasyonu, англ. Turkish Curling Assocation).

## Результаты выступлений

### Чемпионаты мира
| Год  | Место          | Игры           | Победы         | Поражения      | Состав (женщина, мужчина, тренер)                                      |
| ---- | -------------- | -------------- | -------------- | -------------- | ---------------------------------------------------------------------- |
| 2022 | 17             | 8              | 2              | 6              | Zuleyha Bingol, Kenan Coskun, тренеры: Gokce Ulugay, Ahmet Faruk Turan |
| 2023 | не участвовали | не участвовали | не участвовали | не участвовали | не участвовали                                                         |
| 2024 | 18             | 6              | 2              | 4              | Zuleyha Bingol, Kenan Coskun, тренеры: Ahmet Faruk Turan, Melik Şenol  |
| 2025 | 18             | 6              | 1              | 5              | Zuleyha Bingol, Mesut Gules, тренеры: Ahmet Faruk Turan, Melik Şenol   |

(данные отсюда:)